# Praxillella elongata
Praxillella elongata är en ringmaskart som först beskrevs av Webster 1879.  Praxillella elongata ingår i släktet Praxillella och familjen Maldanidae. Inga underarter finns listade i Catalogue of Life.